# Niederrheinischer Tundalus
Bei dem sogenannten Niederrheinischen Tundalus handelt es sich um Fragmente einer mittelhochdeutschen Übertragung der lateinischen Visio Tnugdali durch einen unbekannten Verfasser.
Die Visio Tnugdali berichtet die Wanderung der Seele des Ritters Tundalus durch das Jenseits; der Text war im Mittelalter sehr beliebt und wurde in zahlreiche Volkssprachen übersetzt. Die Bearbeitung durch Priester Alber und der „Niederrheinische Tundalus“ sind die frühesten Übertragungen in die deutsche Sprache. Auf Grund der Überlieferungslage ist man allerdings der Auffassung, dass diesen beiden mittelhochdeutschen Versfassungen kein nennenswerter Erfolg beschieden war: Albers Text ist in einer einzigen Handschrift überliefert, vom „Niederrheinischen Tundalus“ liegen uns sogar nur drei Fragmente einer Handschrift vor (der Prolog sowie Teile von zweien der geschauten Straforte, insgesamt 508 Verse).
Die Fragmente dieser Berliner Handschrift (Preußische Staatsbibliothek, Ms. germ. 4° 642) liegen heute in Krakau (Biblioteka Jagiellońska der Jagiellonen-Universität). Die Handschrift stammt aus dem 1. Viertel des 13. Jahrhunderts und ist in hessischer Schreibsprache geschrieben. Die Mundart des Dichters des „Niederrheinischen Tundalus“ war dagegen mittelfränkisch. Das Gedicht wird unterschiedlich datiert; die Angaben schwanken zwischen 1160 und 1190.
Das Gedicht verwendet bereits sehr oft reine Reime. Es hält sich eng an die lateinische Vorlage, gestaltet die Darstellung aber insgesamt lebendiger.